# Humbert de Grammont
Humbert de Grammont, mort le 13 ou 14 décembre 1135, est un prélat catholique du XIIe siècle, issu de la famille de Grammont.

## Biographie
Humbert de Grammont est né à une date inconnue. Il appartient à la famille de Grammont, originaire du Bugey qui possède le château fort de Grammont (Ceyzérieu), au nord de Belley. Cette seigneurie est inféodée aux comtes en Maurienne, future dynastie de la maison de Savoie.
Humbert de Grammont est mentionné, pour la première fois, vers l'an 1100, dans le cartulaire de l'abbaye de Saint-André-le-Bas de Vienne. Il est élu évêque de Genève à la suite de Guy de Faucigny, vers la fin de 1119 ou 1120. Une élection souhaitée par le pape Calixte II. Il est consacré à Gap le 14 mars 1120 par le pape Calixte II.
Il est considéré comme un évêque réformateur, qui réussit à reconquérir le pouvoir temporel des évêques de Genève face aux comtes de Genève, contestant les accords passés par ses prédécesseurs. La lutte face à la maison de Genève se solde par le traité de Seyssel, en 1124, par lequel Aymon 1er de Genève reconnait les différents droits de l'évêque.
Humbert de Grammont meurt le 13 ou 14 décembre 1135.